# الجبهة الشعبية لقوي الثورة الإسلامية

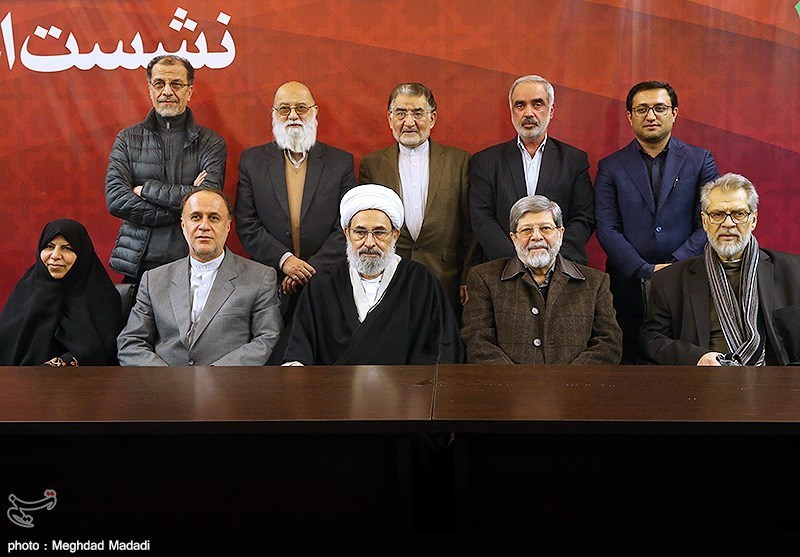
الجبهة الشعبية لقوات الثورة الإسلامية

الجبهة الشعبية لقوات الثورة الإسلامية هي منظمة سياسية في إيران، تأسست في 25 ديسمبر عام 2016 من قبل عشرة أرقام من مختلف طيف الفصائل الأصولية.
تعتزم المجموعة إدخال مرشح واحد من معسكر الأصولية فرغم طرح جبهة خماسيّة من ‘الجبهة الشعبية للقوي الثورية (جمنا) إلا أنّه تمّ التوافق علي أن تخوض الجبهة الأولية الانتخابات بمرشّح وحيد من هؤلاء الخمسة، وهو الذي يحصل علي نسبة أصوات أعلي داخل الجبهة.

## مؤتمرات 2016
في 25 ديسمبر 2016 عقد أعضاء هذه الجبهة مؤتمرا صحفيا في طهران وأصدروا بيانا أكدوا فيه أن «هذه الجبهة هي حركة شعبية ونهضة عامة منبثقة من العناصر المؤمنة والثورية في كافة انحاء البلاد وستقوم بتشكيل "المجمع الشعبي لقوى الثورة" ونظرا إلى الانتخابات الهامة والمصيرية المقبلة فإنّ هذا المجمع سيقوم برسم النهج السياسي وأهداف وبرامج الجبهة والإعلان عنها، في عملية شراكة مبنية على سيادة الشعب».

## مؤتمرات 2017

### فبراير (انتخاب أعضاء المجلس المركزي)
وعقد أول مؤتمر عام لهذه الجبهة في 25 ديسمبر 2016 بحضور أكثر من 3000 شخصا من 25 حزبا من أنحاء البلاد في صالة شهر آفتاب وانتخب 30 عضوا لمجلسها المركزي. وأعضاء المجلس المركزي هم:
| #                       | المرشح (الحزب)                                     | الأصوات | %     |
| ----------------------- | -------------------------------------------------- | ------- | ----- |
| 1                       | إبراهيم رئيسي (جمعية علماء الدين المجاهدين)        | 1,813   | 84.99 |
| 2                       | بوريز فتاح (جبهة ثبات الثورة الإسلامية)            | 1,661   | 77.87 |
| 3                       | محمد باقر قاليباف                                  | 1,573   | 73.74 |
| 4                       | علي رضا زاكاني                                     | 1,552   | 72.76 |
| 5                       | حميد رضا حاجي بابائي                               | 1,525   | 71.49 |
| 6                       | عزت الله ضرغامي                                    | 1,477   | 69.24 |
| 7                       | سعيد جليلي                                         | 1,338   | 62.72 |
| 8                       | مهرداد بذر باش (جبهة ثبات الثورة الإسلامية)        | 1,265   | 59.30 |
| 9                       | علي نيك زاد (جبهة ثبات الثورة الإسلامية)           | 1,135   | 53.21 |
| 10                      | رستم قاسمي                                         | 1,133   | 53.11 |
| 11                      | محسن رضائي                                         | 967     | 45.33 |
| 12                      | محمد مهدي زاهدي                                    | 620     | 29.06 |
| 13                      | محمد خوش جهره                                      | 439     | 0.58  |
| 14                      | مصطفی مير سليم                                     | 400     | 18.75 |
| 15                      | شهين محمد صادقي                                    | 344     | 16.12 |
| 16                      | محمد حسن قديري أبيانه                              | 341     | 15.98 |
| 17                      | غلام رضا مصباحي مقدم (جمعية علماء الدين المجاهدين) | 320     | 15.00 |
| 18                      | إبراهيم عزيزي                                      | 297     | 13.92 |
| 19                      | مسعود زريبافان                                     | 290     | 13.59 |
| 20                      | محمد عباسي                                         | 264     | 12.37 |
| 21                      | علي رضا زالي                                       | 182     | 8.53  |
| أصوات غير صالحة         | أصوات غير صالحة                                    | 217     | 10.17 |
| مجموع الناخبين          | مجموع الناخبين                                     | 2,133   | 100   |
| مصدر: موقع دنياي اقتصاد |                                                    |         |       |

## أبريل
وعقدت المنظمة مؤتمرها الثاني في 6 نيسان/أبريل 2017 لانتخاب المرشحين الخمسة الأوائل بعد رفض سعيد جليلي الحضور ضمن المرشحين. وكانت النتائج كما يلي:
| #                                               | المرشح (الحزب)                              | الآراء | %     |
| ----------------------------------------------- | ------------------------------------------- | ------ | ----- |
| 1                                               | إبراهيم رئيسي (جمعية علماء الدين المجاهدين) | 2,147  | 90.28 |
| 2                                               | علي رضا زاكاني                              | 1,546  | 65.01 |
| 3                                               | مهرداد بذر باش (جبهة ثبات الثورة الإسلامية) | 1,404  | 59.04 |
| 4                                               | محمد باقر قاليباف                           | 1,373  | 57.73 |
| 5                                               | برويز فتاح                                  | 994    | 41.79 |
| 6                                               | حميد رضا حاجي بابائي                        | 991    | 41.67 |
| 7                                               | علي نيك زاد (جبهة ثبات الثورة الإسلامية)    | 947    | 39.82 |
| 8                                               | عزت الله ضرغامي                             | 930    | 39.10 |
| 9                                               | رستم قاسمي                                  | 683    | 28.72 |
| 10                                              | محسن رضائي                                  | 660    | 27.75 |
| أصوات غير صالحة                                 | أصوات غير صالحة                             | 45     | 1.89  |
| مجموع الناخبين                                  | مجموع الناخبين                              | 2,378  | 100   |
| مصدر: موقع وكالة أنباء الطلبة الإيرانية (إيسنا) |                                             |        |       |

فأخيرا وفي 7 أبريل تم اختيار خمسة مرشحين لخوض الانتخابات الرئاسية المقبلة في 19 مايو من بين هؤلاء العشرة وهم:
| # | المرشح            | الحزب                                | صورة |
| - | ----------------- | ------------------------------------ | ---- |
| 1 | إبراهيم رئيسي     | جمعية علماء الدين المجاهدين          |      |
| 2 | علي رضا زاكاني    | جمعية رواد الثورة الإسلامية          |      |
| 3 | مهرداد بذر باش    | جبهة ثبات الثورة الإسلامية           |      |
| 4 | محمد باقر قاليباف | جمعية التقدم والعدل لإيران الإسلامية |      |
| 5 | برويز فتاح        | جبهة ثبات الثورة الإسلامية           |      |

## مصدر
1. 1 2  "Final Attempts toward a Principlist Coalition to Block Rouhani's Reelection". Iranian Diplomacy. 25 فبراير 2017. مؤرشف من الأصل في 2017-08-15. اطلع عليه بتاريخ 2017-02-25.
2. 1 2 3  "President Rouhani's Main Rival Group in Upcoming Election Declares Start of Activity". وكالة أنباء فارس. 25 ديسمبر 2016. مؤرشف من الأصل في 2017-02-22. اطلع عليه بتاريخ 2016-12-26.
3. ↑  "Popular Front of the Islamic Revolution comes into existence". تهران تايمز. 26 ديسمبر 2016. مؤرشف من الأصل في 2017-09-02. اطلع عليه بتاريخ 2016-12-26.
4. 1 2  "تشكيل الجبهة الشعبية .. ترشيح "رئيسي" .. المحافظون يحاصرون روحاني". www.archive.roayahnews.com. 9 أبريل 2017. مؤرشف من الأصل في 2017-06-08. اطلع عليه بتاريخ 2020-12-16. {{استشهاد بخبر}}: تجاهل المحلل الوسيط |رابط= لأنه غير معروف (مساعدة)
5. ↑  "ايران .. اعلان تشكيل "الجبهة الشعبية لقوى الثورة الاسلامية"". وكالة تسنيم الدولية للأنباء. 25 ديسمبر 2016. {{استشهاد بخبر}}: تجاهل المحلل الوسيط |رابط= لأنه غير معروف (مساعدة) [وصلة مكسورة] "نسخة مؤرشفة". مؤرشف من الأصل في 2020-03-26. اطلع عليه بتاريخ 2020-10-03.{{استشهاد ويب}}:  صيانة الاستشهاد: BOT: original URL status unknown (link)
6. 1 2  "من هم مرشحو الجبهة الشعبية لقوى الثورة الاسلامية؟". وكالة تسنيم الدولية للأنباء. 9 أبريل 2016. {{استشهاد بخبر}}: تجاهل المحلل الوسيط |رابط= لأنه غير معروف (مساعدة) [وصلة مكسورة] "نسخة مؤرشفة". مؤرشف من الأصل في 2020-05-11. اطلع عليه بتاريخ 2020-10-03.{{استشهاد ويب}}:  صيانة الاستشهاد: BOT: original URL status unknown (link)
7. ↑  "Iran News Round Up"، Critical Threats Project، 7 أبريل 2017، مؤرشف من الأصل في 2018-08-21